# インドコブラ
インドコブラ（Naja naja）は、コブラ科フードコブラ属に分類される毒蛇。特定動物。別名はメガネヘビ。

## 分布

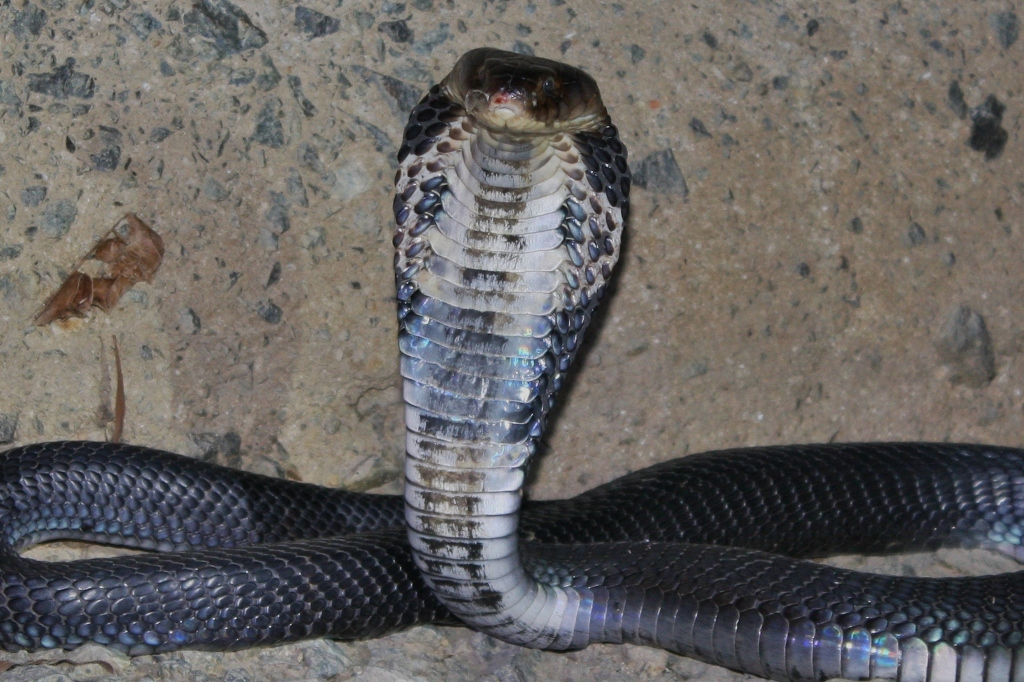
タイワンコブラ

インド、スリランカ、ネパール、パキスタン（台湾や中国南部などに「タイワンコブラ」という亜種がいる）

## 形態
全長1-1.5m。頚部の皮膚（フード）背面に眼鏡模様の斑紋が入るのが一般的だが、地域により変異もある（昭和58年12月6日発行、新村出編、岩波書店『広辞苑第3版』896頁「コブラ」には「頭巾に眼鏡模様のあるインドコブラ（メガネヘビ）」と記載されている）。このことが、別名「メガネヘビ」の由来である。

### 毒
毒は強力な神経毒と心臓毒。また、農耕地に生息するため、人が咬まれる被害が多く、危険な毒蛇として恐れられてきた。現代では研究が進み、血清による治療技術も発達してきたため、死亡率は低いが、死亡を免れても、咬症部位を中心とした皮膚の広範囲な壊死が生じることが多い。筋肉には壊死が及ばない表皮性の壊死はコブラ毒に含まれる細胞毒の特徴であり、同じコブラ科であるアマガサヘビ、ウミヘビの毒では見られない。

## 生態
草原、森林、農耕地等の様々な環境に生息する。危険を感じるとフードを広げて立ちあがり、噴気音をあげて威嚇する。食性は動物食で、小型哺乳類、爬虫類、カエル等を食べる。繁殖形態は卵生で、4-7月に1回に8-32個の卵を産む。

## 人間との関係
咬まれる被害が多く、インドでは毎年1万人程がインドコブラに咬まれているという。インドでは、「四大毒蛇」の一種として恐れられている（なお他の3種は、インドアマガサ、ラッセルクサリヘビ、カーペットバイパーである）。

### コブラ踊り

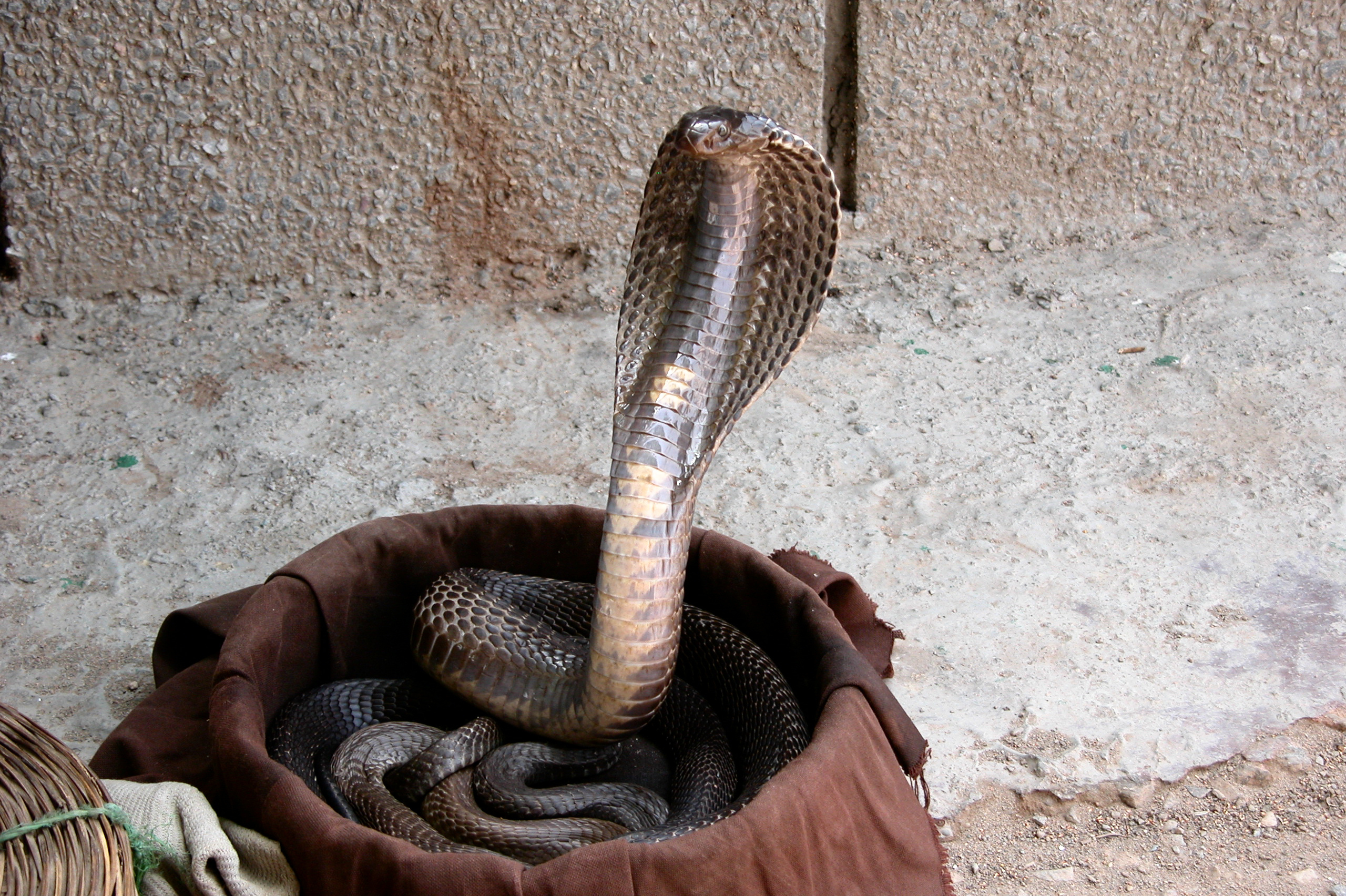
踊り用のかごに入れられたインドコブラ

人間との関係で知られているもののひとつにコブラ踊りがある。これは、蛇使いの吹く笛の音にあわせてコブラが動いているように見えるため、このように呼ばれる。
しかし、実際にはコブラは笛の音を聞くことはできないとされている。また踊っているように見えるのは、コブラの威嚇行動であり、逆に人間がコブラの動きにあわせて笛を吹いているものと思われる。